# Daniel Hjorth senior
Nils Daniel Josef Hjorth, född 22 december 1820 i Ängelholm, död 13 februari 1887 i Malmö, var en svensk industriidkare och kommunalpolitiker. Han var far till Daniel Hjorth junior.
Hjorth var ursprungligen anställd i L.P. Kruses speceri- och vinbutik på Östergatan i Malmö. År 1852 blev han delägare i Jordberga kritbruk, vilket var det första i Sverige. År 1866 grundade han ett kritbruk i Kvarnby utanför Malmö, i vilket även sonen kom att verka. Under åren 1863–1872 var han ledamot av stadsfullmäktige i Malmö. Hjorth är begravd på Gamla kyrkogården i Malmö.